# Eparchie vilniuská a litevská
Eparchie Vilnius a Litva je eparchie ruské pravoslavné církve nacházející se v Litvě.

## Území a titul biskupa
Zahrnuje celé území Litvy.
Eparchiálnímu biskupovi náleží titul biskup vilniuský a litevský.

## Historie
Eparchie litevská byla založena roku 1839, kdy na radě uniátských polockých a vitebských biskupů bylo rozhodnuto o opětovném spojení s pravoslavnou církví. Hranice eparchie zahrnovaly Vilenskou a Grodenskou gubernii. Bývalý uniátský biskup Iosif (Semaško) se stal prvním biskupem Litvy. Správa litevské eparchie sídlila v Uspenském monastýru (Grodenská gubernie). Roku 1845 byla správa přenesena do Vilniusu.
Po první světové válce a začlenění Vilniusu do Polska, bylo území eparchie rozděleno mezi dvě válčící země. Polská pravoslavná církev opustila podřízenost moskevského patriarchátu a přijala autokefalii od konstantinopolského patriarchy. Farnosti bývalé vilenské gubernie se staly součástí vilenské a lidské eparchie polské pravoslavné církve, kterou vedl arcibiskup Feodosij (Feodosijev).
Arcibiskup vilenský Jelevferij (Bogojavlenskij) se bránil odtržení a byl vypovězen z Polska. Začátkem roku 1923 přijel do Kaunasu, aby zde řídil pravoslavné farnosti, aniž by se vzdal práv na farnosti, které skončily na území Polska.
V Litevské republice zůstala Litevská pravoslavná eparchie pod jurisdikcí Moskevského patriarchátu. Podle všeobecného sčítání lidu z roku 1923 žilo v Litvě 22 925 pravoslavných, většinou Rusů (78,6 %), dále Litevců (7,62 %) a Bělorusů (7,09 %).
Loajalita arcibiskupa Jelevferije k zástupci locum tenens metropolitovi Sergijovi (Stragorodskému) vytvořila pro něj a pro eparchii zvláštní podmínky: např. roku 1928 po příjezdu do Moskvy byl povýšen na metropolitu, dne 30. dubna 1931 byl jmenován správcem ruských farností Moskevského patriarchátu v západní Evropě (nezahrnutých do jurisdikce metropolity Jevlogije (Georgijevského) a synodu biskupů Ruské pravoslavné církve v zahraničí a v eparchii byla zřízena duchovní a vzdělávací instituce Moskevského patriarchátu – pastorační kurzy.
Poté co SSSR převedla region Vilnius do Litvy, byly jeho farnosti sjednoceny s litevskou eparchií. Metropolita Jelevferij přestěhoval své sídlo do Vilniusu.
V lednu 1941 po smrti metropolity Jelevferije byl jmenován na jeho místo arcibiskup Sergij (Voskresenskij), řídící záležitosti Moskevského patriarchátu.
Po obsazení Litvy německými vojsky v červenci 1941 byla země, s výjimkou malé části na jihu, zařazena do Říšského komisariátu Ostland.
Metropolita Sergij obnovil vikariát Kovno. Roku 1942 v monastýru Svatého Ducha ve Vilniusu otevřel pastorační kurzy, které připravovaly kněze jak pro pobaltské státy, tak pro Pravoslavnou duchovní misii v osvobozených oblastech Ruska (zrušenou sovětskými úřady v březnu 1945).
Za ne zcela objasněných okolností byl 29. dubna 1944 metropolita Sergij zabit.
Od ledna 1945 začal ve Vilniusu pracovat pověřený zástupce Rady pro záležitosti Ruské pravoslavné církve při Radě ministrů SSSR. V březnu dočasný správce eparchie arcibiskup Vasilij (Ratmirov) reorganizoval správu eparchie.
K 1. lednu 2005 zde bylo 50 farností a dva monastýry.

## Seznam biskupů
- 1839–1868 Iosif (Semaško)
- 1868–1879 Makarij (Bulgakov)
- 1879–1885 Alexandr (Dobrynin)
- 1885–1890 Alexij (Lavrov-Platonov)
- 1890–1894 Donat (Babinskij-Sokolov)
- 1894–1898 Ieronim (Ekzempljarskij)
- 1898–1904 Juvenalij (Polovcev)
- 1904–1910 Nikandr (Molčanov)
- 1910–1913 Agafangel (Preobraženskij), svatořečený
- 1913–1917 Tichon Běllavin, svatořečený
- 1917–1940 Jelevferij (Bogojavlenskij)
- 1941–1944 Sergij (Voskresenskij)
- 1944–1944 Daniil (Juzvjuk), dočasný administrátor
- 1945–1945 Vasilij (Ratmirov), dočasný administrátor
- 1945–1948 Kornilij (Popov)
- 1948–1951 Fotij (Topiro)
- 1952–1955 Filaret (Lebeděv), dočasný administrátor
- 1955–1959 Alexij (Děchtěrjov)
- 1959–1963 Roman (Tang)
- 1963–1971 Antonij (Varžanskij)
- 1971–1972 Germogen (Orechov)
- 1972–1974 Anatolij (Kuzněcov)
- 1974–1978 German (Timofejev)
- 1978–1989 Viktorin (Běljajev)
- 1989–1990 Antonij (Čeremisov)
- 1990–2010 Chrizostom (Martiškin)
- od 2010 Innokentij (Vasiljev)